# Dinsheim-sur-Bruche
Dinsheim-sur-Bruche (Dìnse en alsacien) est une commune française située dans la circonscription administrative du Bas-Rhin et, depuis le 1er janvier 2021, dans le territoire de la Collectivité européenne d'Alsace, en région Grand Est.
Cette commune se trouve dans la région historique et culturelle d'Alsace.

## Géographie

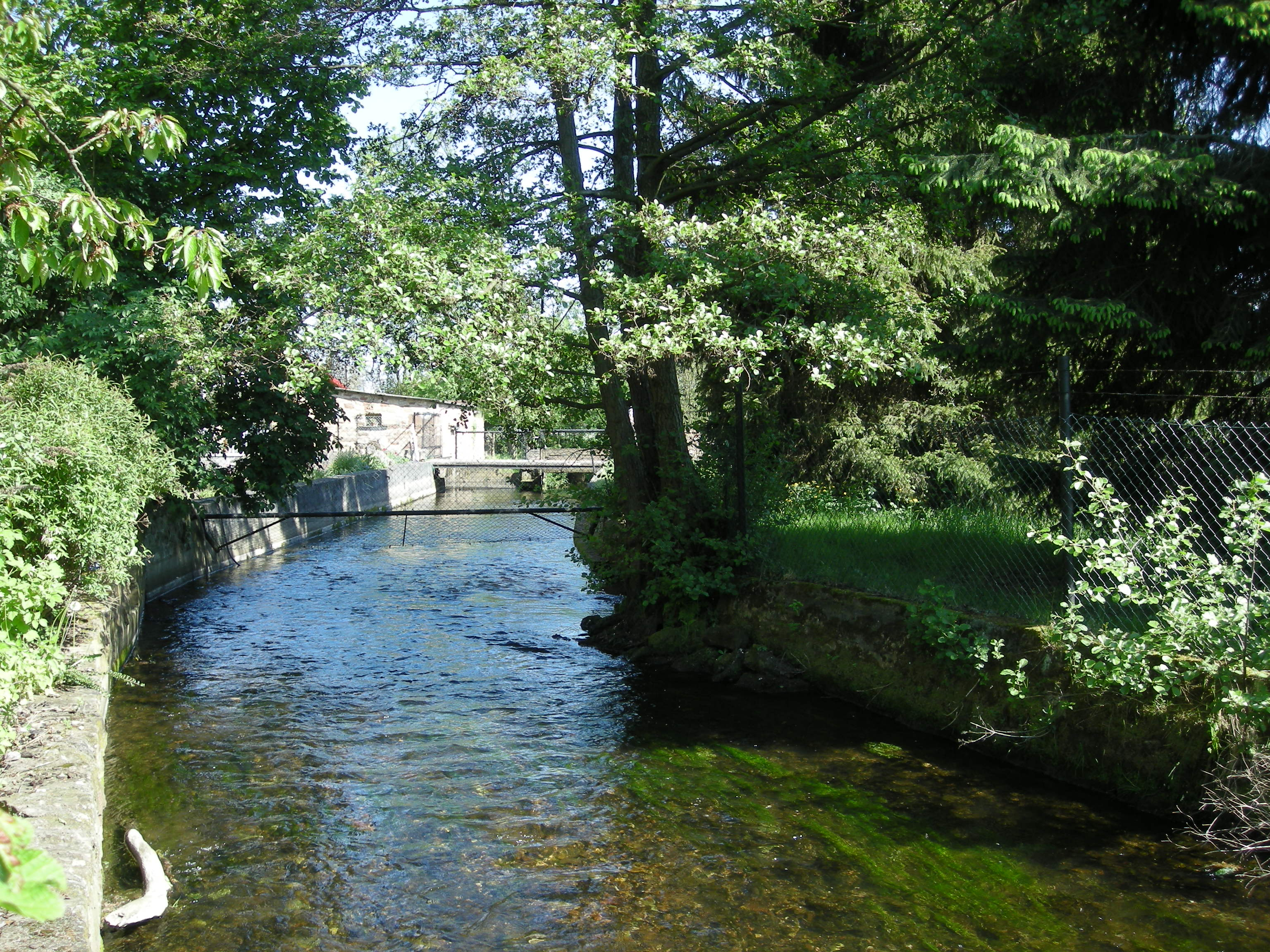
Le Muhlbach (canal de la Bruche).

Comme son nom l'indique, Dinsheim-sur-Bruche se trouve dans la vallée de la Bruche, un affluent de l'Ill qui arrose la localité.
|              | Flexbourg, Bergbieten | Dangolsheim |
| Still        | Dinsheim-sur-Bruche   | Mutzig      |
| Heiligenberg | Gresswiller           |             |

### Hydrographie
La commune est dans le bassin versant du Rhin au sein du bassin Rhin-Meuse. Elle est drainée par la Bruche et le ruisseau Stillbach,.
La Bruche, d'une longueur de 77 km, prend sa source dans la commune de Urbeis et se jette  dans l'Ill à Strasbourg, après avoir traversé 37 communes. 

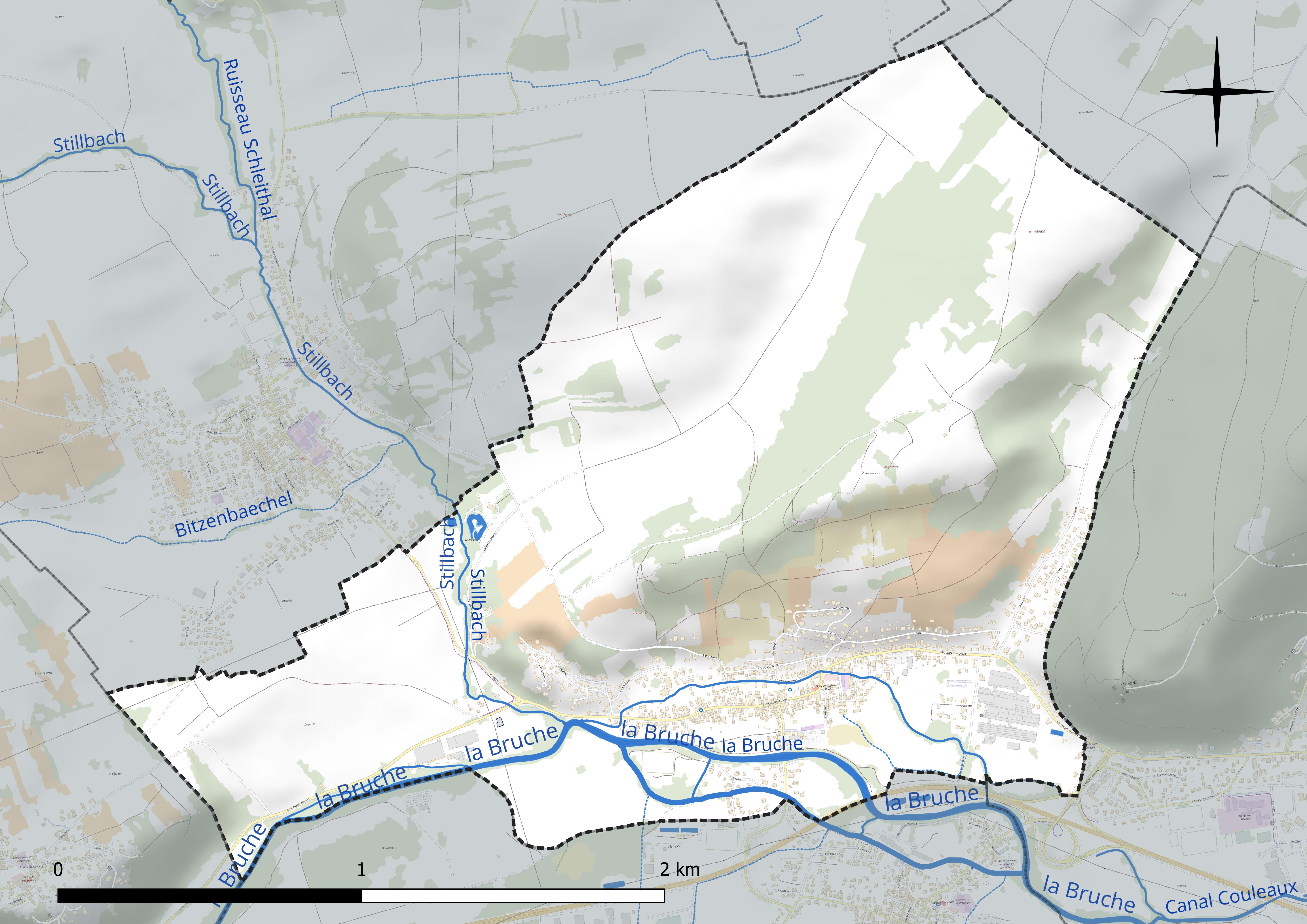
Réseau hydrographique de Dinsheim-sur-Bruche.

### Climat
Pour des articles plus généraux, voir Climat du Grand Est et Climat du Bas-Rhin.
En 2010, le climat de la commune est de type climat des marges montargnardes, selon une étude du Centre national de la recherche scientifique s'appuyant sur une série de données couvrant la période 1971-2000. En 2020, Météo-France publie une typologie des climats de la France métropolitaine dans laquelle la commune est exposée à un climat semi-continental et est dans la région climatique  Vosges, caractérisée par une pluviométrie très élevée (1 500 à 2 000 mm/an) en toutes saisons et un hiver rude (moins de 1 °C). 
Pour la période 1971-2000, la température annuelle moyenne est de 10,4 °C, avec une amplitude thermique annuelle de 17,4 °C. Le cumul annuel moyen de précipitations est de 843 mm, avec 10,3 jours de précipitations en janvier et 10,2 jours en juillet. Pour la période 1991-2020, la température moyenne annuelle observée sur la station météorologique de Météo-France la plus proche, « Wangenbourg_sapc », sur la commune de Wangenbourg-Engenthal à 13 km à vol d'oiseau, est de 9,9 °C et le cumul annuel moyen de précipitations est de 1 131,8 mm. 
La température maximale relevée sur cette station est de 36,4 °C, atteinte le 25 juillet 2019 ; la température minimale est de −16,9 °C, atteinte le 7 février 2012,,. 
Les paramètres climatiques de la commune ont été estimés pour le milieu du siècle (2041-2070) selon différents scénarios d'émission de gaz à effet de serre à partir des nouvelles projections climatiques de référence DRIAS-2020. Ils sont consultables sur un site dédié publié par Météo-France en novembre 2022.

## Urbanisme

### Typologie
Au 1er janvier 2024, Dinsheim-sur-Bruche est catégorisée ceinture urbaine, selon la nouvelle grille communale de densité à sept niveaux définie par l'Insee en 2022.
Elle appartient à l'unité urbaine de Molsheim, une agglomération intra-départementale regroupant dix  communes, dont elle est une commune de la banlieue,,. Par ailleurs la commune fait partie de l'aire d'attraction de Strasbourg (partie française), dont elle est une commune de la couronne,. Cette aire, qui regroupe 268 communes, est catégorisée dans les aires de 700 000 habitants ou plus (hors Paris),.

### Occupation des sols
L'occupation des sols de la commune, telle qu'elle ressort de la base de données européenne d’occupation biophysique des sols Corine Land Cover (CLC), est marquée par l'importance des territoires agricoles (71 % en 2018), en diminution par rapport à 1990 (72,4 %). La répartition détaillée en 2018 est la suivante : 
terres arables (43,6 %), forêts (17,1 %), cultures permanentes (14,6 %), prairies (12,4 %), zones urbanisées (11,8 %), zones agricoles hétérogènes (0,5 %). L'évolution de l’occupation des sols de la commune et de ses infrastructures peut être observée sur les différentes représentations cartographiques du territoire : la carte de Cassini (XVIIIe siècle), la carte d'état-major (1820-1866) et les cartes ou photos aériennes de l'IGN pour la période actuelle (1950 à aujourd'hui).

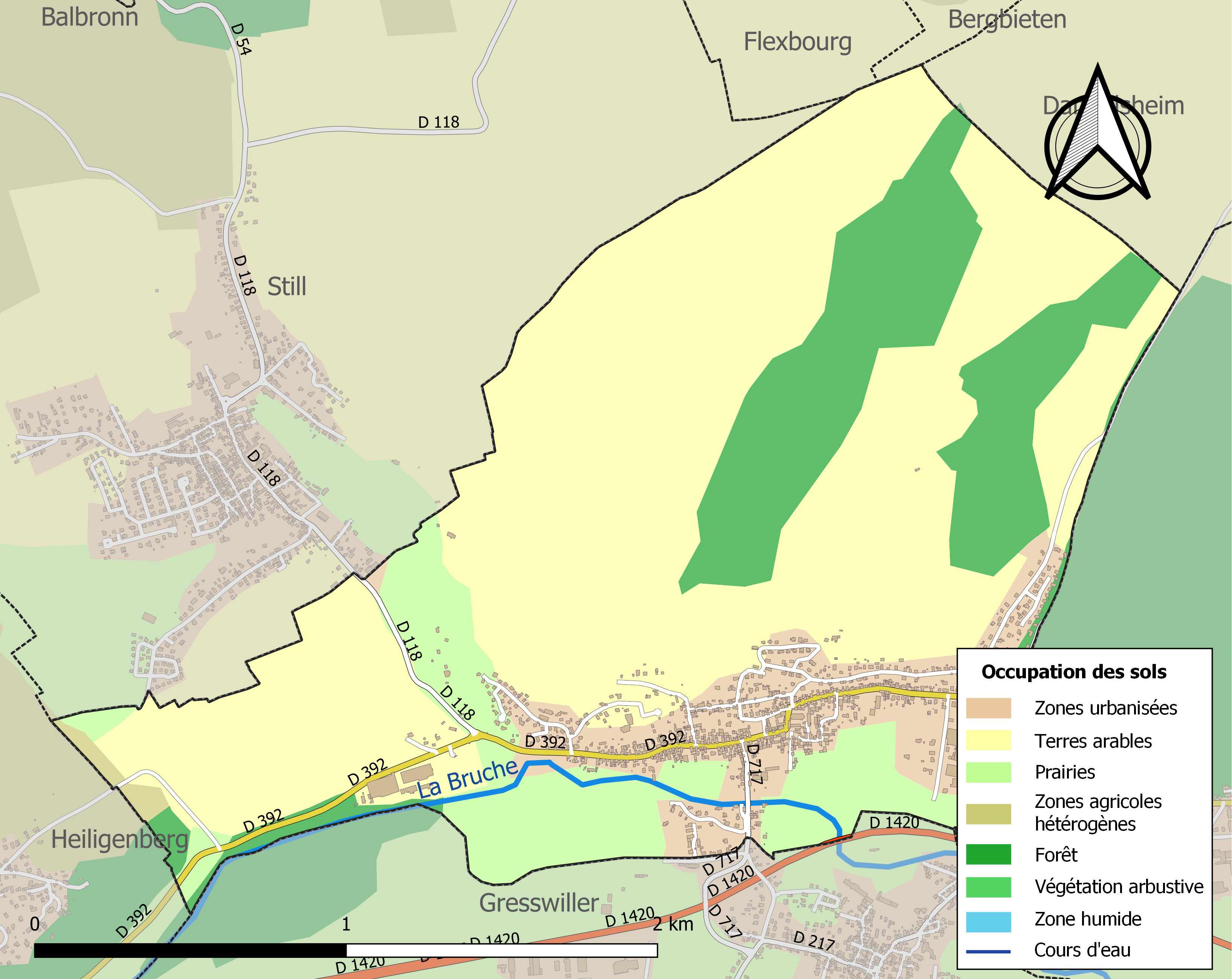
Carte des infrastructures et de l'occupation des sols de la commune en 2018 (CLC).

## Histoire
En 1875, année sainte, fut érigée sur la colline du Schiebenberg (alt. 317 m) une statue de la Vierge à l’Enfant.
De 1828 à 1832, édification de l'église Saints-Simon-et-Jude. En 1834, le conseil municipal décida de faire construire un orgue de type Stiehr, le transport à Dinsheim fut effectué en décembre 1835.
En avril 1917, les autorités allemandes ont réquisitionné les tuyaux de façade de l'orgue de l'église.
Le 7 janvier 1987, l'église fut victime d'un grave incendie qui détruisit presque totalement l'orgue. Il a été restauré en 1990.
Avant 2003, la commune s'appelait Dinsheim. La très grande similitude de nom avec le village de Dingsheim, dans le canton de Truchtersheim, provoquant de nombreuses confusions, il fut décidé d'ajouter l'appellation « sur-Bruche ». Cet ajout a été officialisé par le décret no 2003-736 du 1er août 2003.

## Politique et administration

### Liste des maires
| Période                                  | Période                         | Identité             | Étiquette | Qualité |
| ---------------------------------------- | ------------------------------- | -------------------- | --------- | --- |
| Les données manquantes sont à compléter. |                                 |                      |           | |
| 2001                                     | 2003                            | Robert Robert        |           | |
| 2003                                     | En cours (au 24 septembre 2021) | Marie-Reine Fischer, | UMP-LR    | Cadre Conseillère régionale du Grand Est (2015 → 2021) Conseillère régionale d'Alsace (2004 → 2015) Réélue pour le mandat 2020-2026 |

### Administration municipale
Dinsheim-sur-Bruche est représentée par un conseil municipal de 14 membres qui gère les affaires de la commune. Cependant certaines compétences municipales ont été transférées à la communauté de communes de la région de Molsheim-Mutzig à laquelle deux élus sont délégués.

## Population et société

### Démographie
L'évolution du nombre d'habitants est connue à travers les recensements de la population effectués dans la commune depuis 1793. Pour les communes de moins de 10 000 habitants, une enquête de recensement portant sur toute la population est réalisée tous les cinq ans, les populations de référence des années intermédiaires étant quant à elles estimées par interpolation ou extrapolation. Pour la commune, le premier recensement exhaustif entrant dans le cadre du nouveau dispositif a été réalisé en 2007.

En 2022, la commune comptait 1 486 habitants, en évolution de +2,7 % par rapport à 2016 (Bas-Rhin : +3,17 %, France hors Mayotte : +2,11 %).
| 1793 | 1800 | 1806 | 1821  | 1831  | 1836  | 1841  | 1846  | 1851  |
| ---- | ---- | ---- | ----- | ----- | ----- | ----- | ----- | ----- |
| 742  | 763  | 816  | 1 020 | 1 201 | 1 272 | 1 203 | 1 287 | 1 320 |

| 1856  | 1861  | 1866  | 1871  | 1875  | 1880  | 1885  | 1890  | 1895  |
| ----- | ----- | ----- | ----- | ----- | ----- | ----- | ----- | ----- |
| 1 272 | 1 369 | 1 453 | 1 271 | 1 214 | 1 177 | 1 164 | 1 164 | 1 120 |

| 1900  | 1905  | 1910  | 1921  | 1926  | 1931  | 1936  | 1946  | 1954  |
| ----- | ----- | ----- | ----- | ----- | ----- | ----- | ----- | ----- |
| 1 077 | 1 060 | 1 024 | 1 006 | 1 182 | 1 209 | 1 227 | 1 139 | 1 181 |

| 1962  | 1968  | 1975  | 1982  | 1990  | 1999  | 2006  | 2007  | 2012  |
| ----- | ----- | ----- | ----- | ----- | ----- | ----- | ----- | ----- |
| 1 281 | 1 330 | 1 342 | 1 282 | 1 275 | 1 340 | 1 316 | 1 313 | 1 378 |

| 2017  | 2022  | - | - | - | - | - | - | - |
| ----- | ----- | - | - | - | - | - | - | - |
| 1 476 | 1 486 | - | - | - | - | - | - | - |

### Enseignement
Sur le ban de la commune présence d'une école maternelle et d'une école primaire.

### Cultes
- Paroisse catholique à l’église Saints-Simon-et-Jude.
- Paroisse protestante de Dorlisheim.

### Sports
Le S.C. Dinsheim évolue en division d'honneur depuis 2012. Après 24 journées lors de la saison 2011-2012, ils terminent premier d’Excellence A, synonyme de champion du Bas-Rhin et d'accession en D.H.

## Économie et industrie
Dinsheim est le siège de l'usine Voltec Solar (fabrication de panneaux solaires).

## Culture locale et patrimoine

### Lieux et monuments

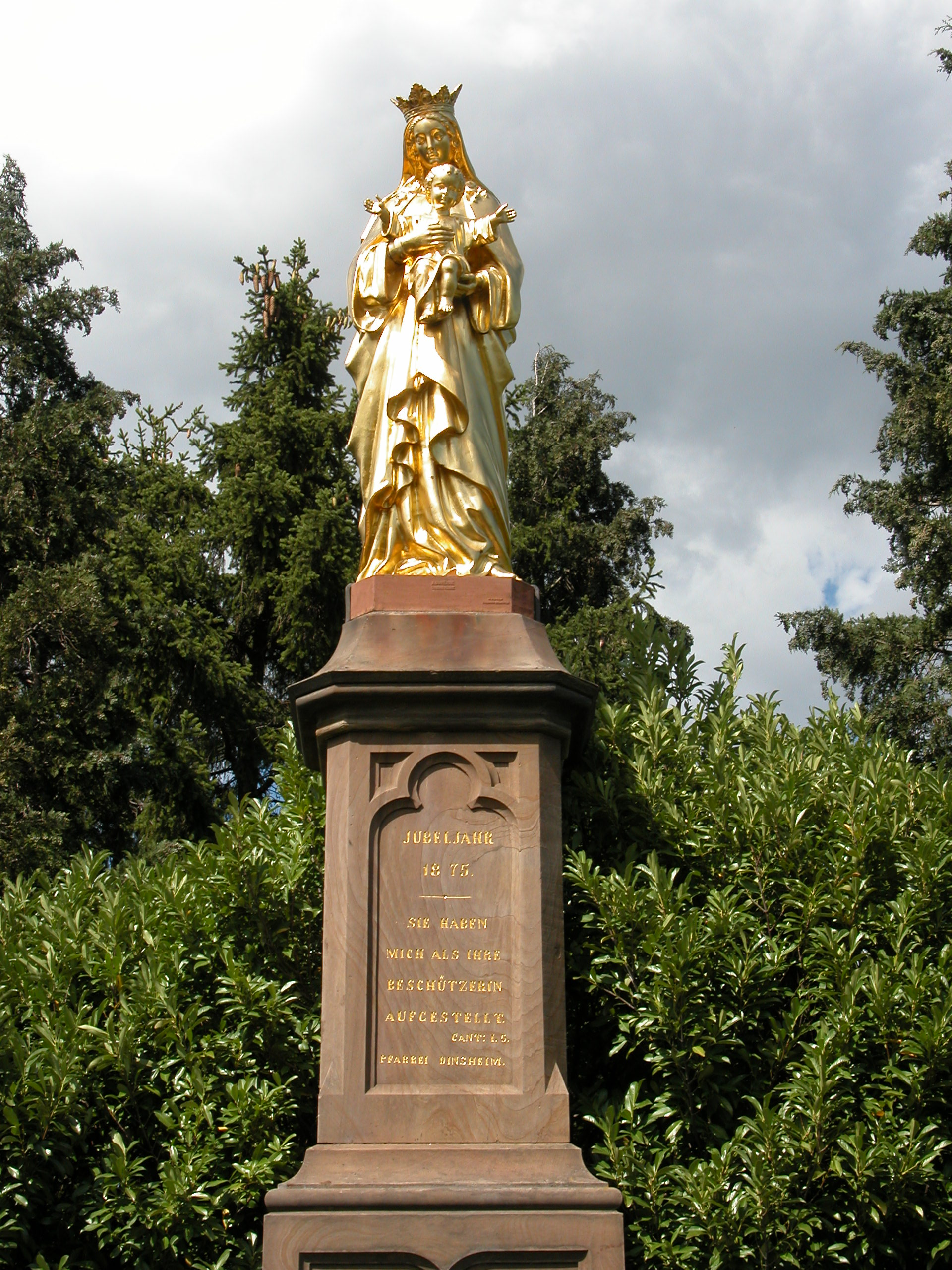
Notre-Dame du Schiebenberg.

(septembre 2009).
Si vous disposez d'ouvrages ou d'articles de référence ou si vous connaissez des sites web de qualité traitant du thème abordé ici, merci de compléter l'article en donnant les références utiles à sa vérifiabilité et en les liant à la section « Notes et références ».

#### Notre-Dame du Schiebenberg
En 1875, année sainte, fut érigée sur la colline du Schiebenberg (alt. 317 m) une statue de la Vierge à l'enfant. Elle a été inaugurée le 18 juillet 1875. Son origine est tirée des événements de 1870 où le maire, le curé ainsi que le sacristain ont été arrêtés pour connivence avec l'ennemi par les Prussiens. Il se révèle être que la sonnerie de l'angélus qui par hasard a coïncidé avec une attaque sur Mutzig, avait été interprété comme un signal par l'état-major. Après la relaxe, la statue de la Vierge a été érigée en remerciement.

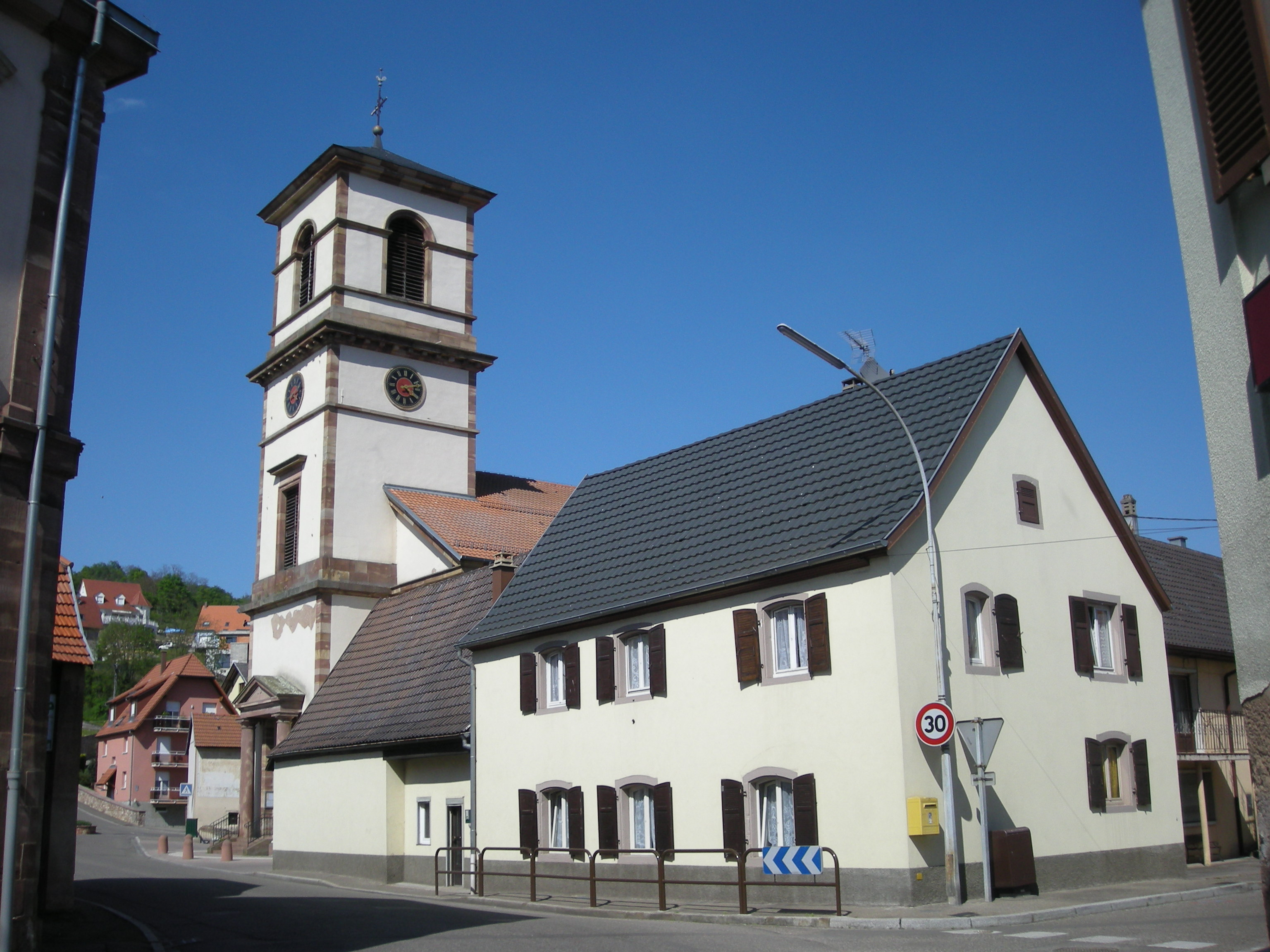
L'église Saints-Simon-et-Jude.

#### Église Saints-Simon-et-Jude
Cet édifice de style néo-classique a été érigé de 1828 à 1832. Cette église comprend un clocher semi-engagé à portique. La nef de six travées est très spacieuse tandis que le chœur polygonal est plus étroit. Sur le fronton du portail principal, un verset de l'ancien testament y est gravé en allemand : « Ce lieu n'est autre que la maison de Dieu, c'est la porte du ciel ». En 1835 fut installé un orgue de Stiehr, qui fut modifié en 1896 par Franz Kriess qui y installa une console mécanique indépendante. Après un grave incendie en 1987, l'église est restaurée.
Le paratonnerre situé sur le clocher est radioactif et devra être démonté prochainement.

### Personnalités liées à la commune
- Jacques-Émile Sontag (1869-1918), missionnaire lazariste, est premier archevêque latin de l'Archidiocèse d'Ispahan et Délégué apostolique en Perse. Il dénonce le génocide assyrien ou assyro-chaldéen perpétré par les forces ottomanes et kurdes à Ourmia-Salamas en 1915. Mgr Sontag est fusillé et meurt martyr le 31 juillet 1918. Une statue est inaugurée devant l'église en 2018 et un procès en canonisation est en cours.
- Martin Winterberger (1917-1993) est le seul Français évadé du camp de concentration de Natzweiler-Struthof.

### Héraldique
| Blason de Dinsheim-sur-Bruche | Blason  | De gueules au croc de flottage d'argent.                                                                                   |
| Blason de Dinsheim-sur-Bruche | Détails | Le blason, reproduit d'après une ancienne borne du village, rappelle le flottage du bois pratiqué autrefois sur la Bruche. |